# Baiershofen (Altenmünster)

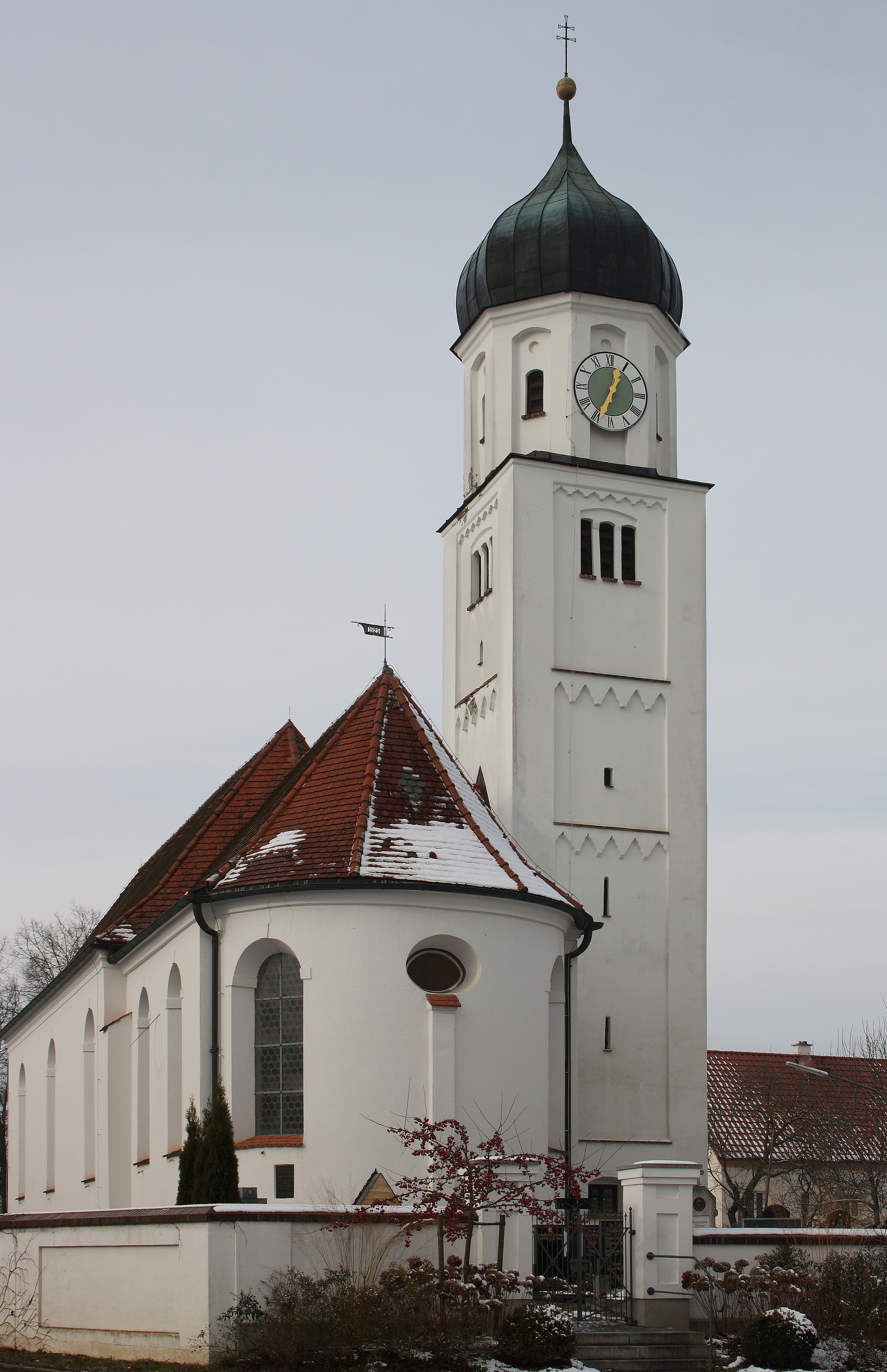
Pfarrkirche St. Leonhard

Baiershofen ist ein Pfarrdorf und Ortsteil der Gemeinde Altenmünster im schwäbischen Landkreis Augsburg in Bayern (Deutschland).
Die Kreisstraße A 21 führt von der GZ 22 (Landkreisgrenze bei Rechbergreuthen) über Baiershofen nach Altenmünster.

## Geschichte
Der Ort entstand als Rodungssiedlung in der ersten Hälfte des 14. Jahrhunderts unter Leitung des Klosters Fultenbach, das 1350 die Lehensverhältnisse im Dorf neu ordnete. Am westöstlich ausgerichteten Anger liegen auf jeder Seite je etwa 25 alte Anwesen, deren Wohnhäuser als Satteldachbauten giebelständig zum Anger stehen und meist heute noch ihren bäuerlichen Charakter zeigen (siehe auch: Ensemble Baiershofen).
In der Mitte des Angerstreifens mit den Obst- und Nussbäumen steht die Pfarrkirche St. Leonhard, umgeben vom Friedhof. Der Ort wuchs nur wenig über die alte Siedlung hinaus.
Von 1862 bis 1929 gehörte die selbstständige Gemeinde Baiershofen zum Bezirksamt Zusmarshausen und ab 1929 zum Bezirksamt Wertingen, das ab 1939 dann als Landkreis Wertingen bezeichnet wurde. Im Zuge der Gebietsreform in Bayern wurde Baiershofen am 1. Juli 1972 dem Landkreis Augsburg (zunächst mit der Bezeichnung Landkreis Augsburg-West) zugeschlagen. Am 1. Mai 1978 erfolgte die Eingemeindung in die Gemeinde Altenmünster.
Die Pfarrei St. Leonhard gehört zur Pfarreiengemeinschaft Altenmünster/Violau im Dekanat Augsburg-Land im Bistum Augsburg.
Im Jahre 1975 drehte Dieter Wieland in der Reihe Topographie den Dokumentarfilm Baiershofen – ein Dorf in Schwaben.

## Persönlichkeiten
- Leonhard Fendt (* 1881 in Baiershofen; † 1957 in Augsburg), evangelischer Theologe